# Saconnet
Saconnet.- Maleno Algonquian pleme sa Sakonnet Pointa u okrugu Newport u Rhode Islandu. Tijekom Rata Kralja Filipa (King Philip's War) 1675., Saconneti su sa svojim ženskim sachemom Ashawonks na strani Engleza, nakon čega Ashawonks plemensku zemlju prodaje bijelcima.
Saconneti nisu imali značajniju ulogu u povijesti. Uglavnom ih se spominje u vezi sa snažnijim i borbenijim plemenima Narragansett i Wampanoag. Populacija im je 1700. bila oko 400, ali ih 1763. pogađaju epidemije boginja i desetkuju im broj. U ranom 19. stoljeću (1803) preostalo ih je tek koji tucet u blizini Comptona. Potomaka moguće imaju među Wampanoagima s kojima su se ujedinili. 
Glavno naselje nosilo je ime po plemenu. Kulturno su pripadali Istočno-šumskom području.  

## Vanjske poveznice
- Saconnet Indian Tribe History